# Хуан-Галиндо (Пуэбла)
Хуан-Галиндо (исп. Juan Galindo) — муниципалитет в Мексике, в штате Пуэбла, административный центр — город Нуэво-Некаса. Население — 9828 человек по состоянию на 2020 год.